# Власенко Віталій Миколайович
Власенко Віталій Миколайович — підполковник Державної прикордонної служби України, відзначився у ході російського вторгнення в Україну.

## Біографія
Загинув 6 березня 2022 року від осколкових поранень, які отримав під час мінометного обстрілу ворога поблизу населеного пункту Житлівка, що на Луганщині.
Залишилася дружина та двоє синів. Обидва сини є військовослужбовцями Держприкордонслужби.

## Нагороди
- орден «За мужність» III ступеня (2022, посмертно) — за особисту мужність і самовіддані дії, виявлені у захисті державного суверенітету та територіальної цілісності України, вірність військовій присязі.